# Albena Denkova
Albena Denkova (rođena 3. decembra 1974. u Sofiji, Bugarska) je bugarska klizačica u kategoriji plesnih parova u umetničkom klizanju. Njen plesni partner je Maksim Staviski. Oni su prvi bugarski par u umetničkom klizanju koji je osvojio zlatnu medalju na Svetskom i Evropskom prvenstvu.
Sve do 2005. godine par je trenirao Aleksej Gorškov u Sofiji i Odincovu koji se nalazi blizu Moskve u Rusiji.
Denkova je započela svoju sportsku karijeru kao gimnastičarka ali se preopredelila za umetničko klizanje kada je imala 8 ili 9 godina. Sa 12 godina počela je sa plesom, a njen prvi partner bio je Hristo Nikolov ali su se ubrzo razišli zbog drugačijih klizačkih ciljeva. Godine 1996. Sa novim partnerom Maksimom Staviskim počinje da se takmiči 1996. g., a on se zbog nje iz Moskve seli za Sofiju. Sa njim Denkova ima uspešnije takmičarske rezultate, a 2000. godine iz Sofije se sele u Odincovo zbog boljih uslova treninga gde ih je trenirao Aleksej Gorškov.
Ista godina bila je nesrećna za par. Prvo se Stavinski razboleo od upale pluća a zatim je Albena nesrećnim slučajem zadobila povredu noge tako što ju je sečivo drugog klizača tokom zagrevanja poseklo iznad klizačke cipele na Evropskom prvenstvu. Sečivo je preseklo dve tetive i mišić pa Denkova nije mogla da hoda sledeća tri meseca. Vremenom se ipak vratila takmičenjima ali joj je noga stalno oticala. Nakon što je tražila da joj američko osiguranje plati troškove lečenja, organizatori su ih povukli sa takmičenja Skejt Amerika. Posle 2001. godine i Denkova i Stavinski su dobili grip i uz konstantno oticanje Albenine noge par je završio na osmom mestu na Evropskom prvenstvu što je njihov najbolji rezultat do tada.
Sledeće dve godine osvajaće medalje na Evropskom i Svetskom prvenstvu postavši prvi plesni par koji je osvojio medalju na ovim takmičenjima za Bugarsku.
Posle Svetskog prvenstva 2005, Denkova and Staviski su se preselili u Delaver (SAD) da bi trenirali sa Natalijom Liničuk i Genadijem Karponosovim. Završili su peti na Olimpijadi, a 2006. konačno osvajaju zlato na Svetskom prvenstvu.
Iste godine Denkova je izabrana za predsednicu Bugarskog klizačkog saveza.
Sledeće sezone osvajaju Gran pri, bronzu na Evropskom i još jedno zlato na Svetskom prvenstvu. Kao popularan par Bugarska vlada im dodeljuje orden Stare planine (jedno od najviših odlikovanja) i zvezdu na bugarskom pločniku slave.
Maksim Stavinsk 5. avgusta 2007. g. u pijanstvu izaziva automobilsku nesreću u kojoj je stradao dvadesetčetvorogodišnji Petar Petrov, dok je njegova verenica (18 god.) ostala u komi. Zbog toga Stavinski u septembru objavljuje povlačenje iz sporta što i Denkova kao njegova partnerka čini. Nakon toga nekoliko puta su nastupali u programima zabavnog araktera sa Brajanom Žuberom.
Shvativši da Bugarska nema mnogo uslova za klizanje, 2004. godine osnivaju klizačku školu u Sofiji. Učestvovali su i u ruskoj TV emisiji Ice Age.

## Privatan život
Denkova ima mlađu sestru Inu Demirevu koja se takođe bavi umetničkim plesnim klizanjem, isto u kategoriji plesa. Njen zet je Andrej Lutaj, takođe klizač, ali u singl kategoriji. 
Uprkos tome što ima diplomu iz ekonomije sa Sofijskog univerziteta, Denkova je potpuno posvećena klizanju i zimskom sportu.
Sa Maksimom Stavinskim ima sina Danijela koji je rođen 30. januara 2011.

## Rezultati
Sa partnerom Maksimom Staviskim:
| Rezultati                      | Rezultati              | Rezultati              | Rezultati              | Rezultati              | Rezultati              | Rezultati              | Rezultati              | Rezultati              | Rezultati              | Rezultati              | Rezultati              |
| Međunarodno takmičenje         | Međunarodno takmičenje | Međunarodno takmičenje | Međunarodno takmičenje | Međunarodno takmičenje | Međunarodno takmičenje | Međunarodno takmičenje | Međunarodno takmičenje | Međunarodno takmičenje | Međunarodno takmičenje | Međunarodno takmičenje | Međunarodno takmičenje |
| Događaj                        | 1996–97                | 1997–98                | 1998–99                | 1999–00                | 2000–01                | 2001–02                | 2002–03                | 2003–04                | 2004–05                | 2005–06                | 2006–07                |
| ------------------------------ | ---------------------- | ---------------------- | ---------------------- | ---------------------- | ---------------------- | ---------------------- | ---------------------- | ---------------------- | ---------------------- | ---------------------- | ---------------------- |
| Zimska olimpijada              |                        | 18                     |                        |                        |                        | 7                      |                        |                        |                        | 5                      |                        |
| Svetsko prvenstvo              | 19                     | 17                     | 11                     | WD                     | 10                     | 5                      | 3                      | 2                      | 5                      | 1                      | 1                      |
| Evropsko prvenstvo             | 17                     | 16                     | 9                      | WD                     | 8                      | 6                      | 2                      | 2                      | WD                     |                        | 3                      |
| Gran pri                       |                        |                        |                        |                        |                        |                        | 3                      | 2                      | 3                      |                        | 1                      |
| GP Kup Rusije                  |                        |                        |                        |                        | 5                      |                        | 3                      |                        |                        |                        |                        |
| GP Trofej Erik Bonpart         |                        |                        |                        |                        |                        | 4                      |                        | 1                      | 2                      |                        | 1                      |
| GP NHK Trofej                  |                        |                        |                        | 6                      |                        | 3                      |                        | 1                      | 1                      | 2                      |                        |
| GP Skejt Amerika               |                        |                        |                        |                        |                        |                        |                        |                        |                        |                        | 1                      |
| GP Skejt Kanada                |                        |                        | 5                      |                        |                        | 4                      | 2                      | 1                      |                        |                        |                        |
| GP Bofrost kup                 |                        |                        | 6                      | 3                      |                        |                        | 1                      |                        |                        |                        |                        |
| Bofrost kup                    |                        |                        |                        |                        |                        |                        |                        |                        | 1                      |                        |                        |
| Finlandija trofej              |                        |                        | 1                      | 1                      | 1                      | 1                      |                        | 1                      |                        |                        |                        |
| Zlatna pirueta                 |                        |                        |                        | 2                      |                        |                        |                        |                        |                        |                        |                        |
| Memorijalni turnir Karl Šafer  |                        |                        | 1                      |                        |                        |                        |                        |                        |                        |                        |                        |
| Nebelhorn trofej               |                        | 3                      |                        |                        |                        |                        |                        |                        |                        |                        |                        |
| Skejt Izrael                   |                        | 2                      |                        |                        |                        |                        |                        |                        |                        |                        |                        |
| Trofej Poljske                 | 3                      |                        |                        |                        |                        |                        |                        |                        |                        |                        |                        |
| Nacionalno takmičenje          |                        |                        |                        |                        |                        |                        |                        |                        |                        |                        |                        |
| Bugarsko nacionalno takmičenje | 1                      | 1                      | 1                      | 1                      | 1                      | 1                      | 1                      | 1                      | 1                      | 1                      | 1                      |
| GP = Gran pri; WD = Povlačenje |                        |                        |                        |                        |                        |                        |                        |                        |                        |                        |                        |

Sa Nikolovim:
| Rezultati                      | Rezultati              | Rezultati              | Rezultati              | Rezultati              | Rezultati              |
| Međunarodno takmičenje         | Međunarodno takmičenje | Međunarodno takmičenje | Međunarodno takmičenje | Međunarodno takmičenje | Međunarodno takmičenje |
| Događaj                        | 1991–92                | 1992–93                | 1993–94                | 1994–95                |                        |
| ------------------------------ | ---------------------- | ---------------------- | ---------------------- | ---------------------- | ---------------------- |
| Svetsko prvenstvo              | 21                     | 26                     | 27                     | 24                     |                        |
| Evropsko prvenstvo             | 18                     | 22                     | 25                     | 22                     |                        |
| Nacionalno takmičenje          |                        |                        |                        |                        |                        |
| Bugarsko nacionalno takmičenje | 1                      | 1                      |                        |                        |                        |